# 中国—塔吉克斯坦边界

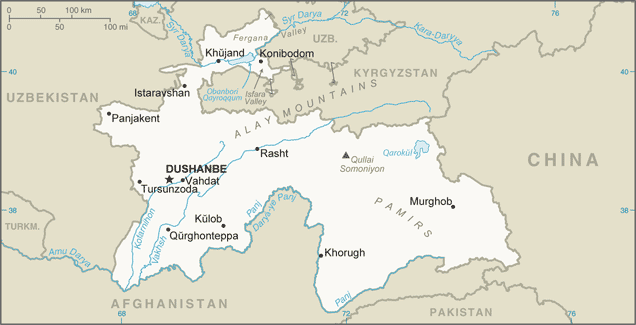
塔吉克斯坦地图，右侧为与中国的边界

中国—塔吉克斯坦边界位于中华人民共和国新疆维吾尔自治区与塔吉克斯坦的戈尔诺-巴达赫尚自治州穆尔加布区之间，总长度477公里。沙伊马克村军事基地距离塔吉克的库利马（Kulma）通关口岸有不到100公里，距离中国—塔吉克的排依克山口、纳兹塔什山口 (中国—塔吉克)、和中国—阿富汗的托克满苏达坂不到50公里。

## 历史

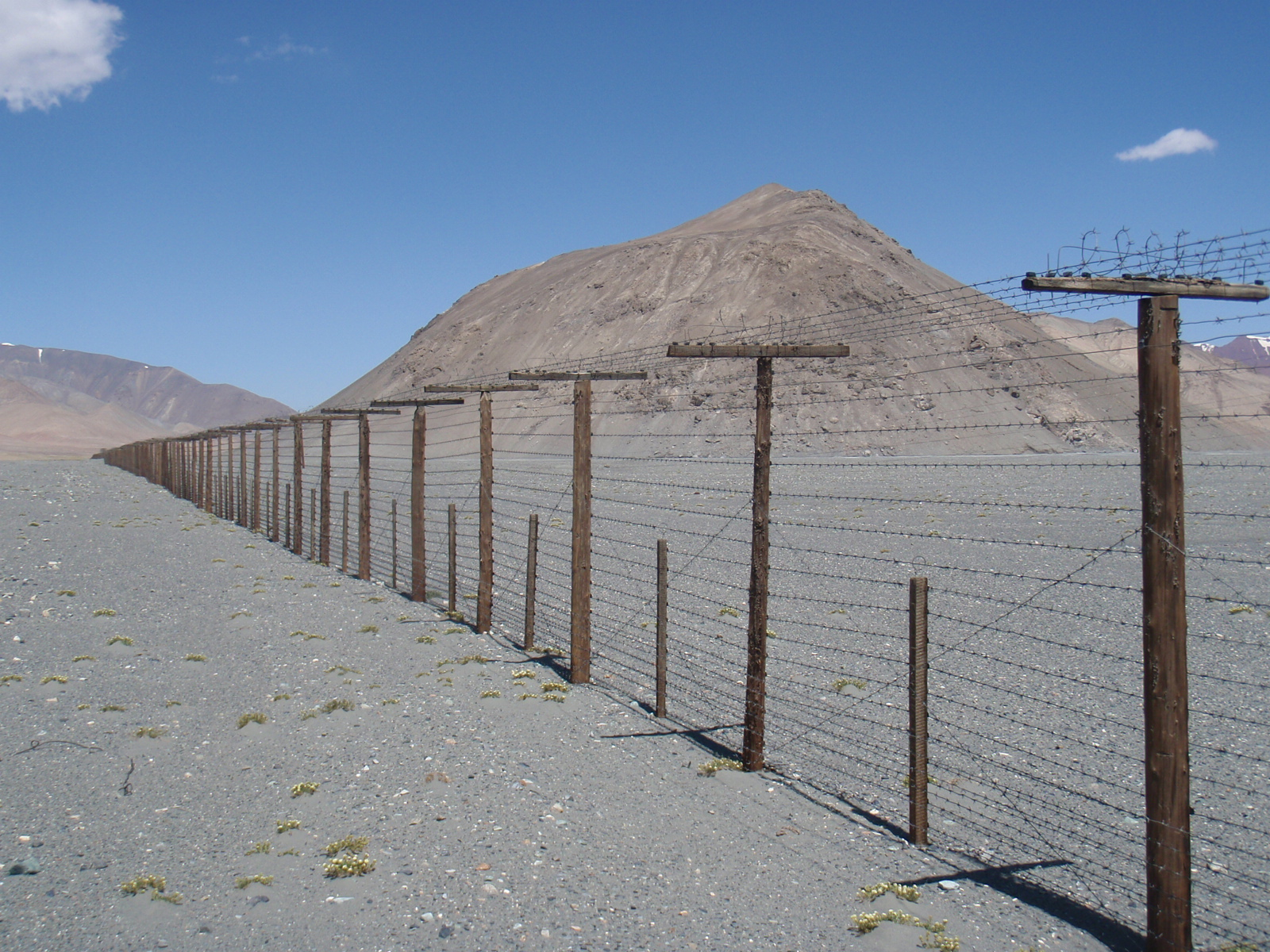
中国与塔吉克斯坦边界上的设施

1864年俄罗斯帝国与清朝签订的《塔城界约》，规定中俄边界“行至葱岭，靠浩罕界为界”，实际上未涉及塔吉克地段的边界。1881年签订的《中俄伊犁条约》规定中俄两国在帕米尔的边界线“照两国现管之界勘定”。1884年勘界和签订《中俄续勘喀什噶尔界约》，中俄两国在帕米尔地区分界线的起点从帕米尔北部的阿赖岭移到了东北部的乌孜别里山口并规定从乌孜别里山口往南，“俄国界线转向西南，中国界线一直往南”，中间形成一块“待议区”。大英帝国与俄罗斯帝国争夺中亚控制之大博弈，1890年签订英俄协定。1891年沙俄出兵帕米尔进入“待议区”。1892年进入“中国界线一直往南”这条中国边界以东的中国领土。1895年3月11日，英俄签订了《关于帕米尔地区势力范围的协议》，划定两国在帕米尔的势力分界线，将兴都库什山北麓与帕米尔南缘之间的狭长地带划作两国间的隔离带，这条缓冲地带就是瓦罕走廊。1895年7月俄英两国开始在帕米尔地区进行勘界活动。清政府在帕米尔划界问题上坚持原则立场：帕米尔属于中国，不承认沙俄派兵强占并同英国瓜分帕米尔的行为。

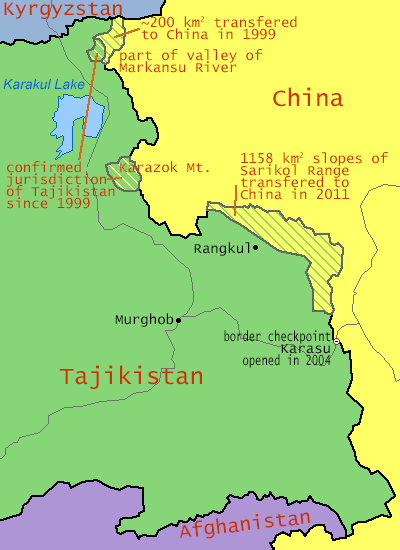
中国塔吉克斯坦边界谈判结果

1999年中华人民共和国和塔吉克斯坦共和国签署了《中华人民共和国和塔吉克斯坦共和国关于中塔国界的协定》，划分了乌孜别里山口以北的中国塔吉克斯坦边界。2000年7月，中塔吉三国签署了《中塔吉关于三国国界交界点的协定》。2002年5月27日签订《中华人民共和国和塔吉克斯坦共和国关于中塔国界的补充协定》，划分了乌孜别里山口以南的中国塔吉克斯坦边界。2011年塔吉克斯坦议会批准了1999年与2002年的两个边界协定。
2021年塔吉克斯坦总统拉赫蒙提议中国增加对塔吉克军队的军事援助，请求中国同时为塔吉克军方兴建一处新的军事基地，拟在位于瓦罕走廊西北部塔吉克斯坦伊什科希姆县（Ishkoshim District）新建军事基地。作为交换，塔吉克将把邻近中国新疆的穆尔加布县（Murghob District）沙伊马克村（Shaymak）的军事基地完全转交给中国。

## 地理
中塔国界第四号界点（位于玛尔坎苏河水流中心线）是中国最西端。
阿富汗—中国—塔吉克斯坦三国国界交界点为海拔5698m的克克拉去考勒峰（苏联地图为海拔5518.5m的波瓦洛--什韦科夫斯基峰）。这也是阿富汗的最东点。
中塔边界的唯一公路口岸为库利马口岸，中方称卡拉苏口岸，阔勒买达坂海拔4,362.7米（14,313英尺）。
历史上，更南的纳兹塔什山口（海拔4476米）与克克敖吊克达坂（苏联称别伊克山口，海拔4742.0米）也可以翻越萨雷阔勒岭。 
中塔边界西北部的通道有乌孜别里山口（苏联称Pereval Kyzyl-Dzhiik）等。

## 地图
以下为20世纪中叶中苏国界塔吉克地段的地图：

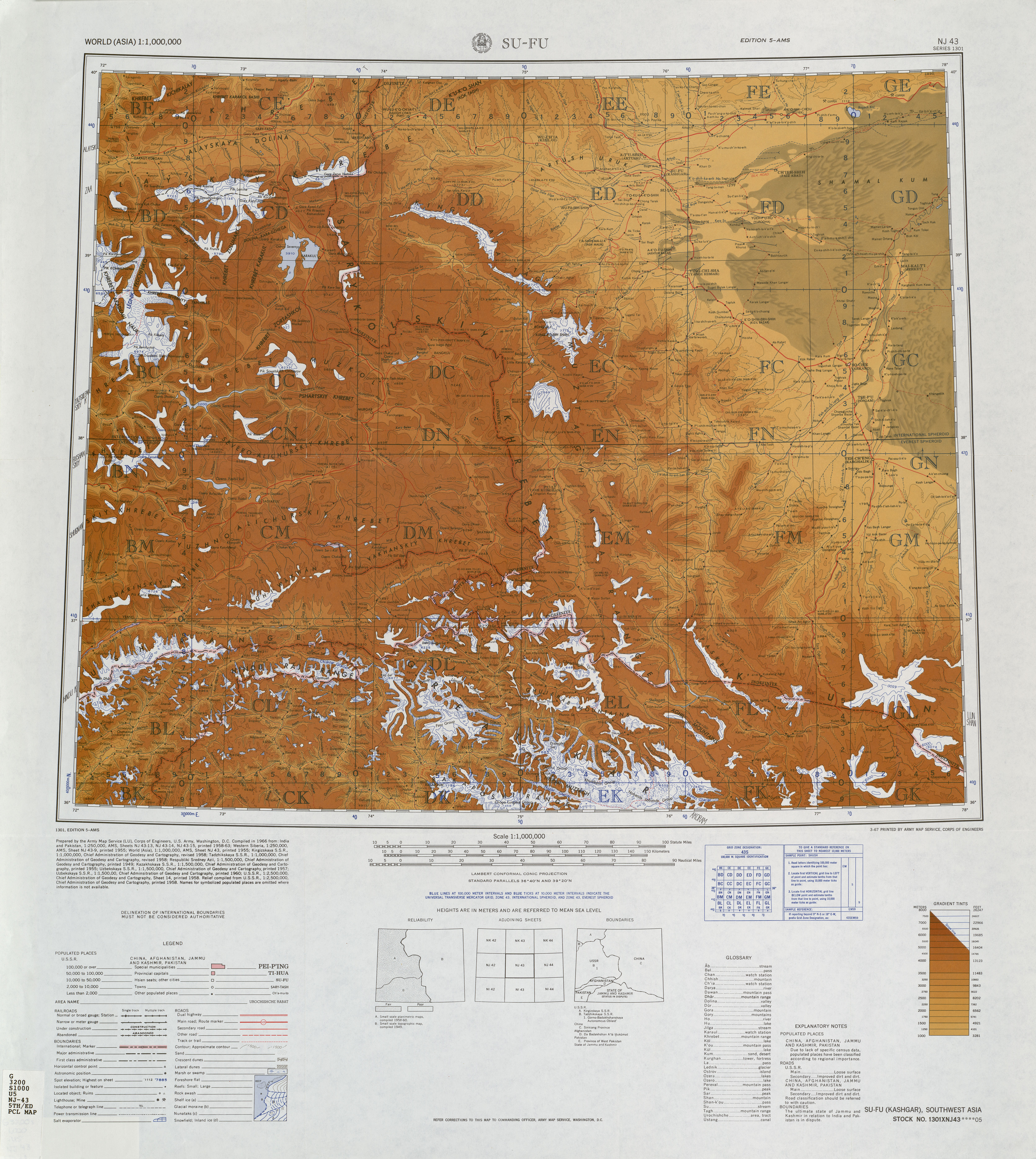
International Map of the World（英语：International Map of the World） (AMS（英语：Army Map Service）, 1966)[a]
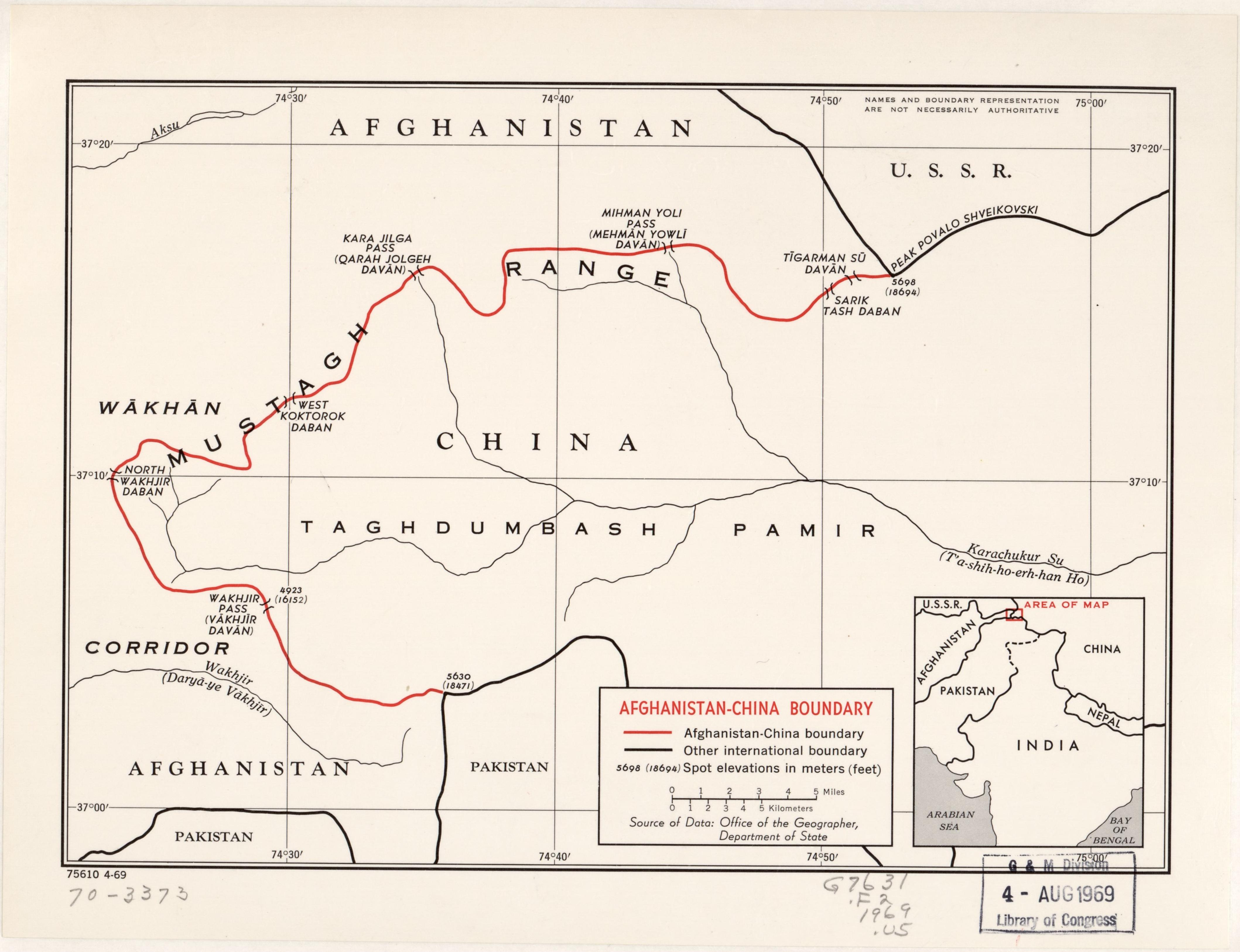
中国阿富汗国界(含阿富汗—中国—苏联三国国界交界点（英语：List of tripoints）标记为PEAK POVALO SHVEIKOVSKI 5698 (18694)) (1969)[b]
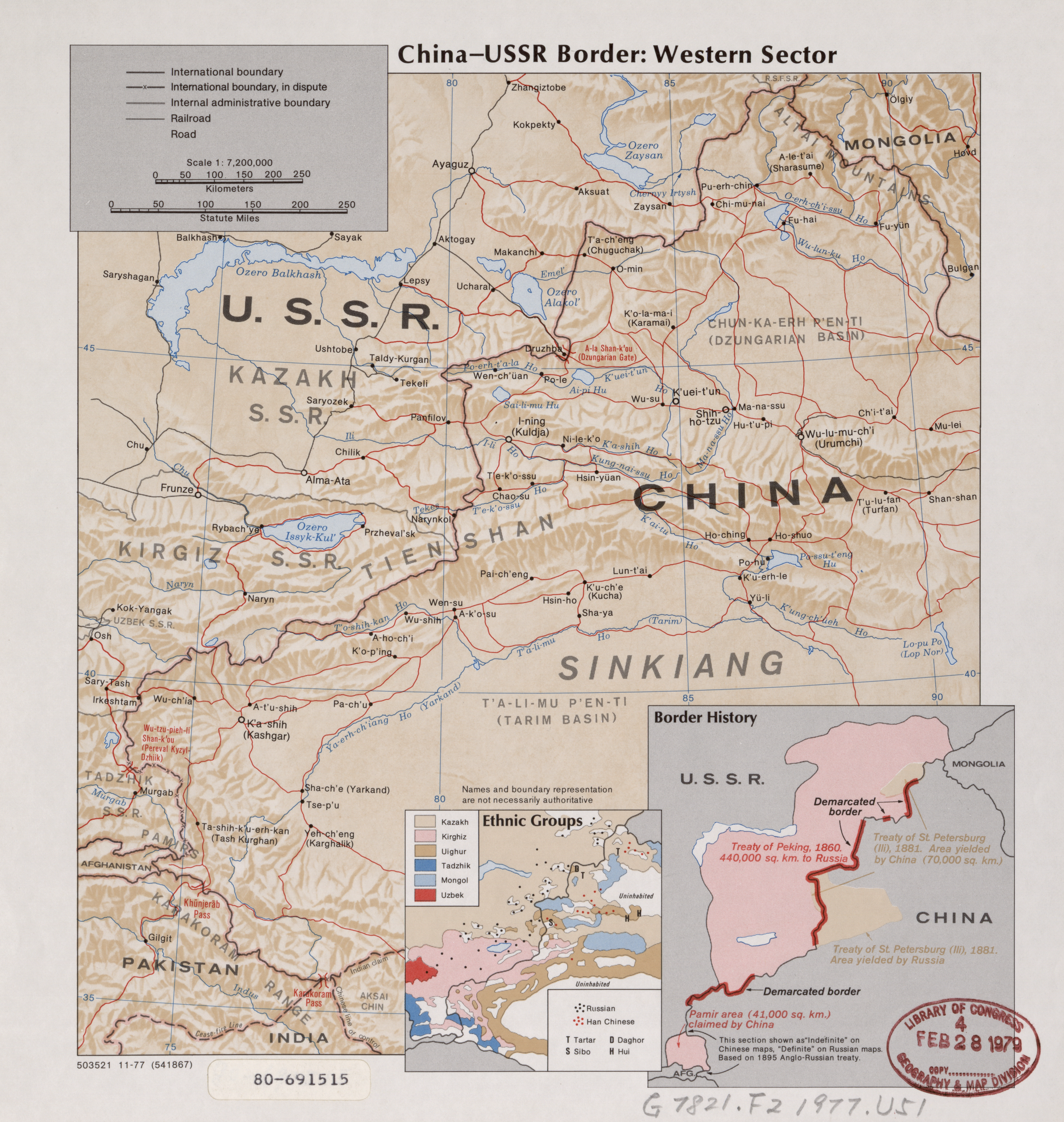
中苏边界帕米尔地区(41,000 km2（16,000 sq mi）)中方主张
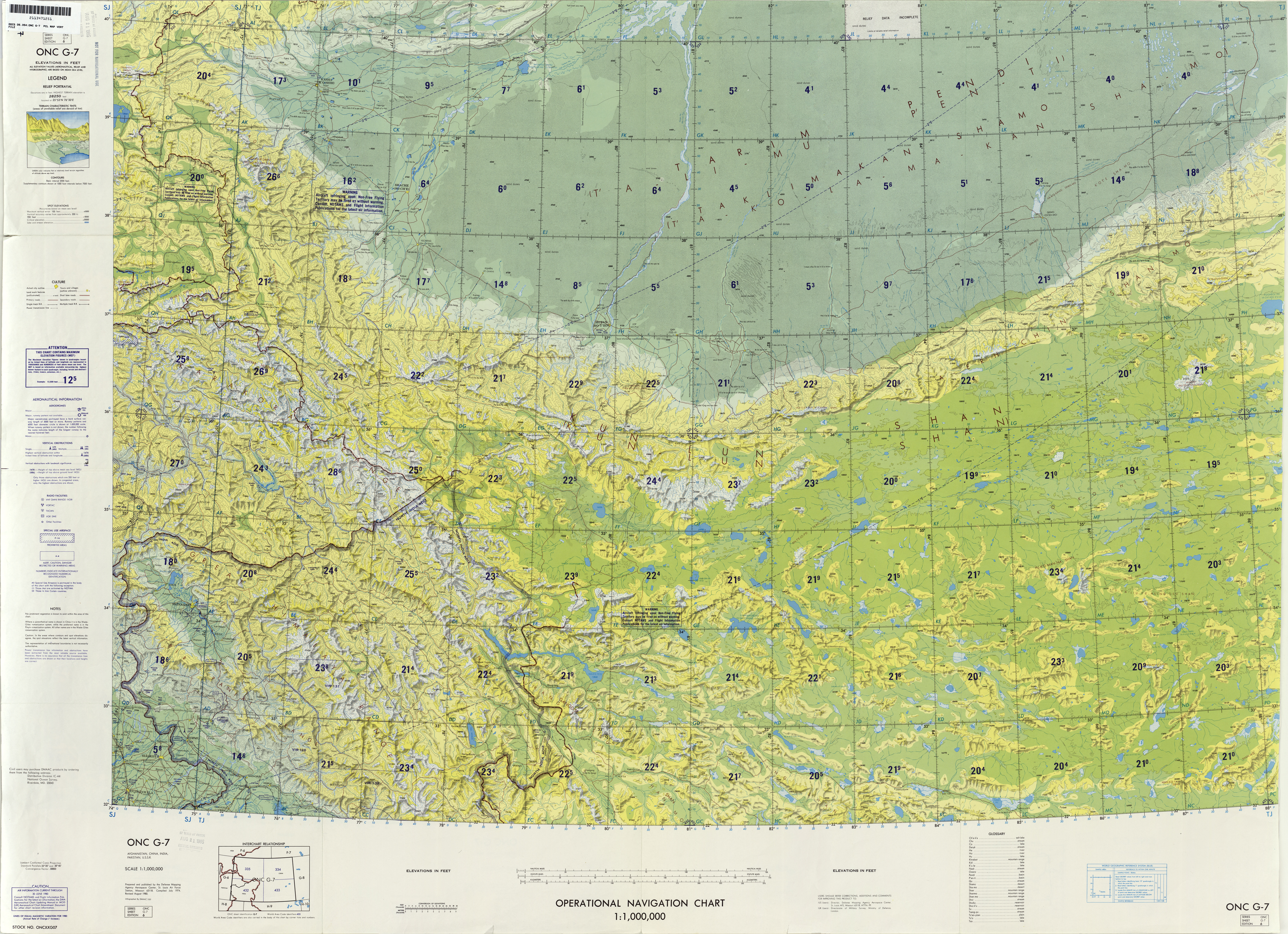
边界地区（DMA，1980）[c]
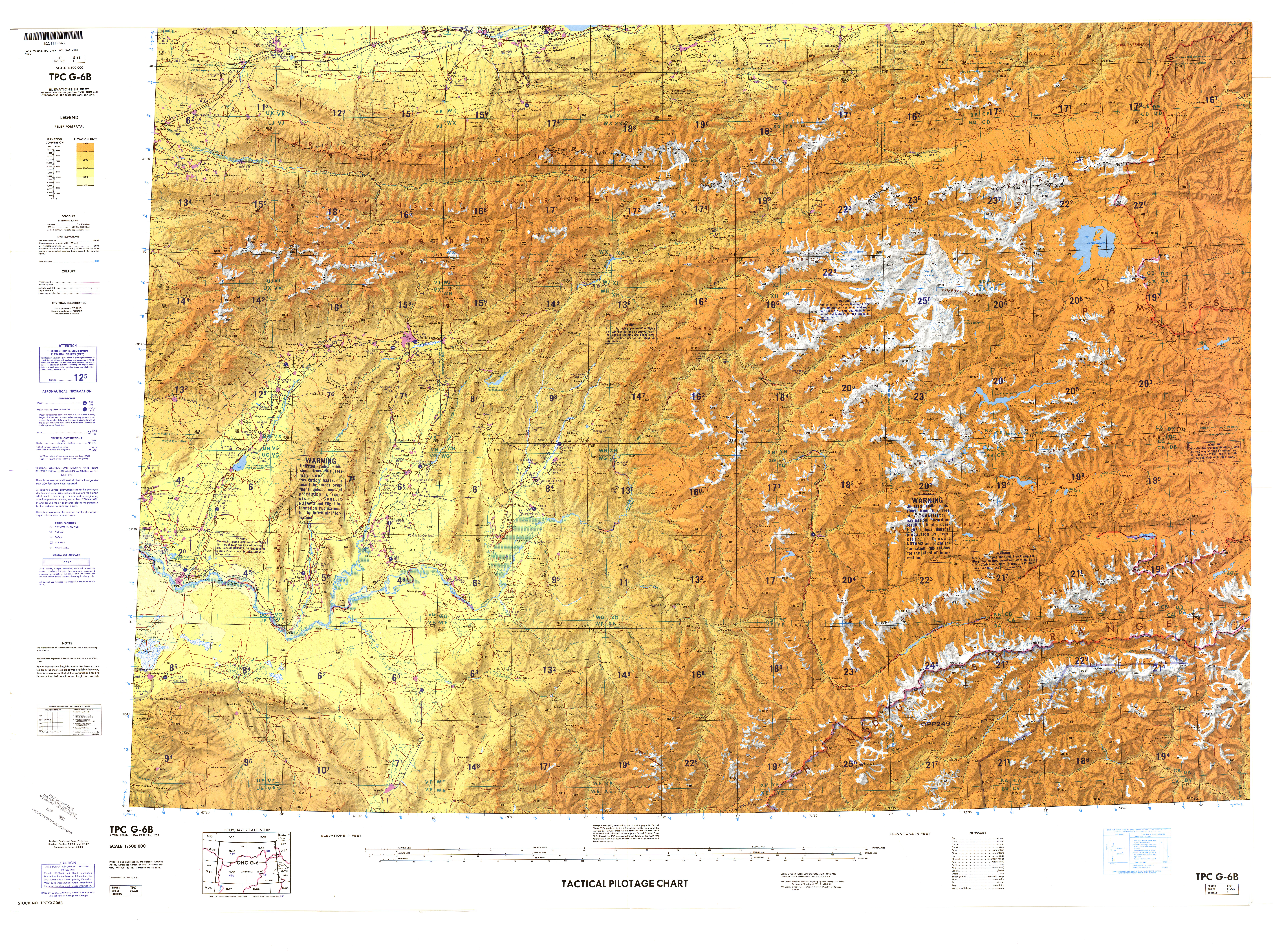
边界的北部/西部（DMA，1981）[d]
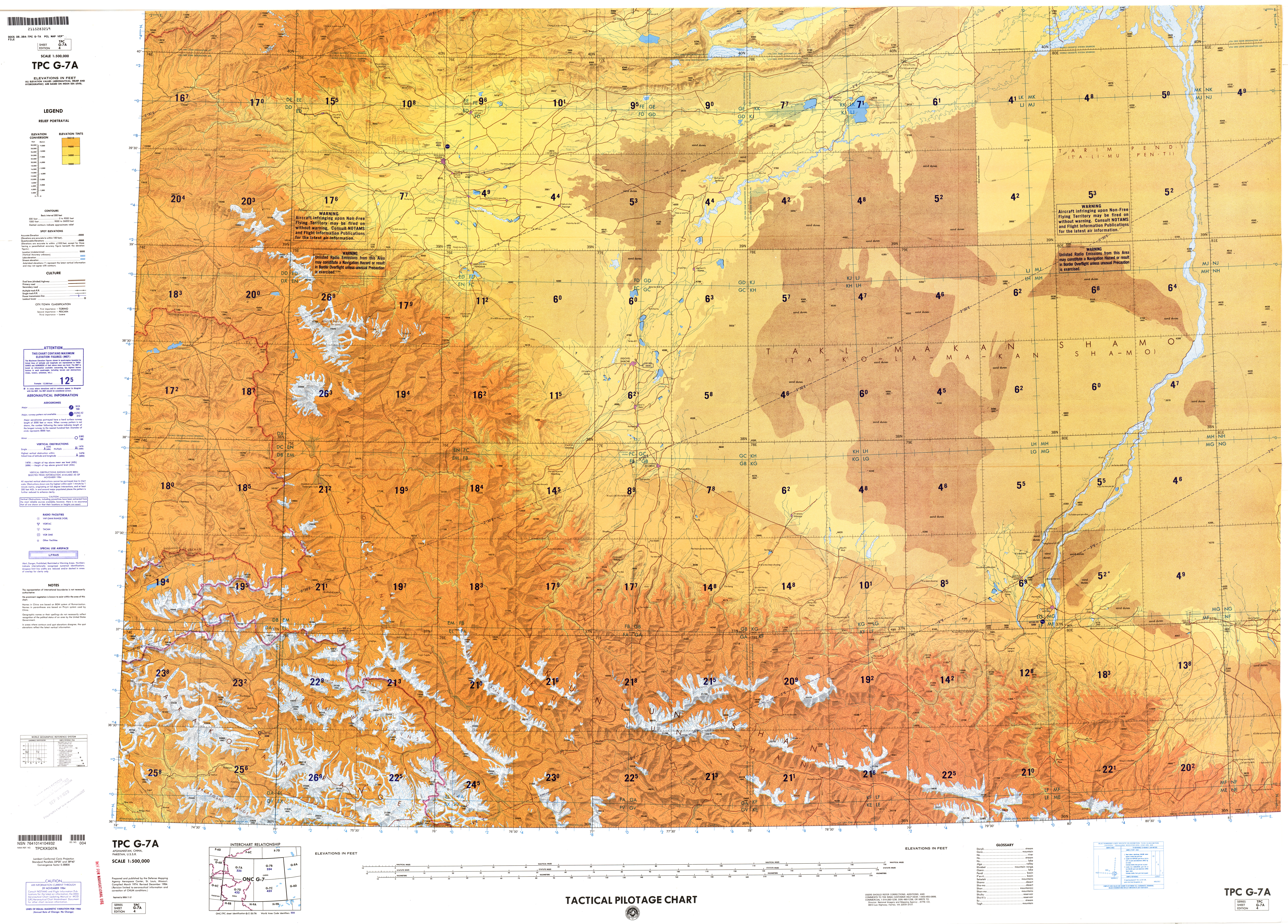
边界的南部/东部（DMA，1984）[e]
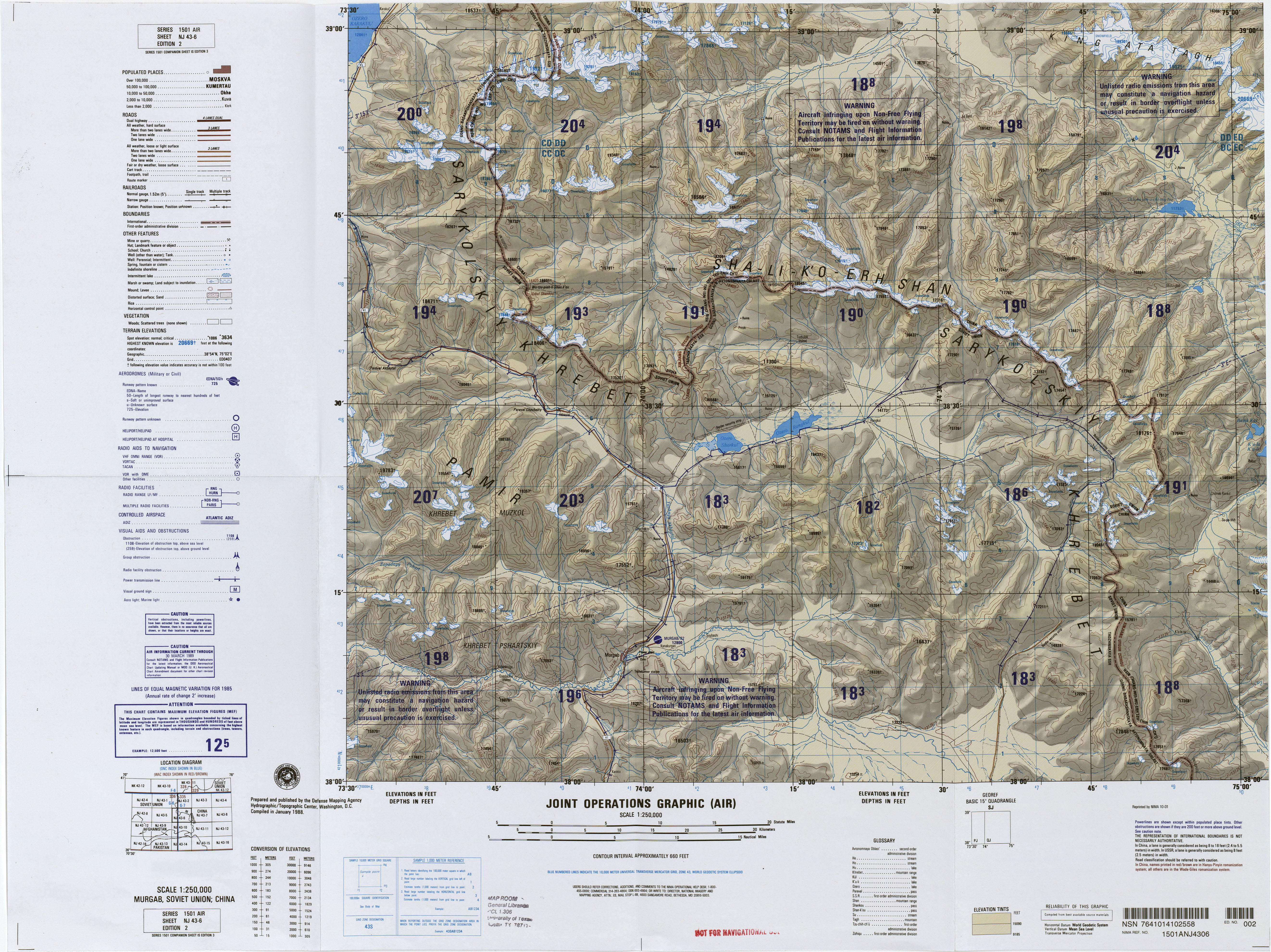
中苏国界（塔吉克地段）（DMA，1988）[f]
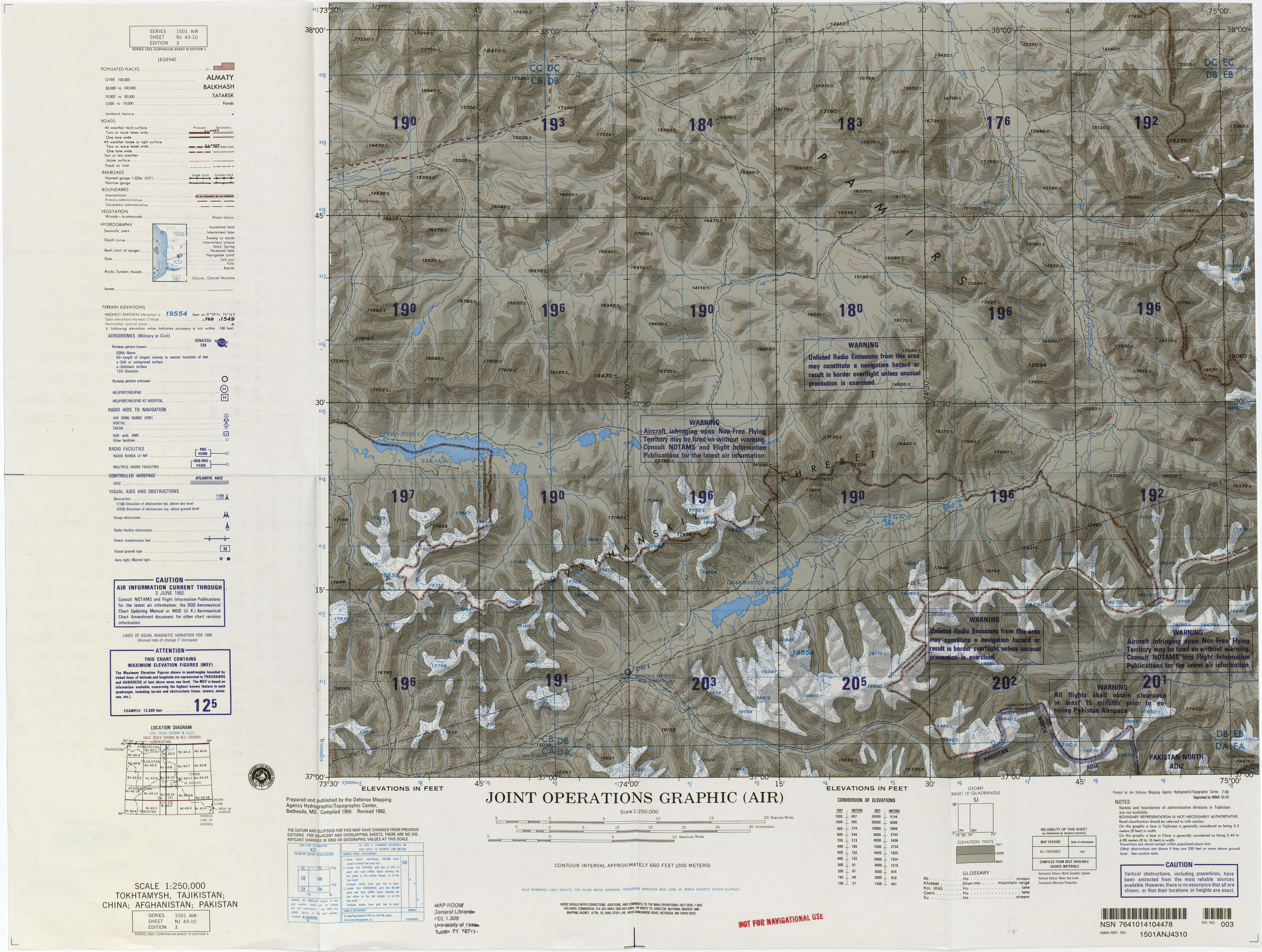
中塔边界（DMA，1992）[g]
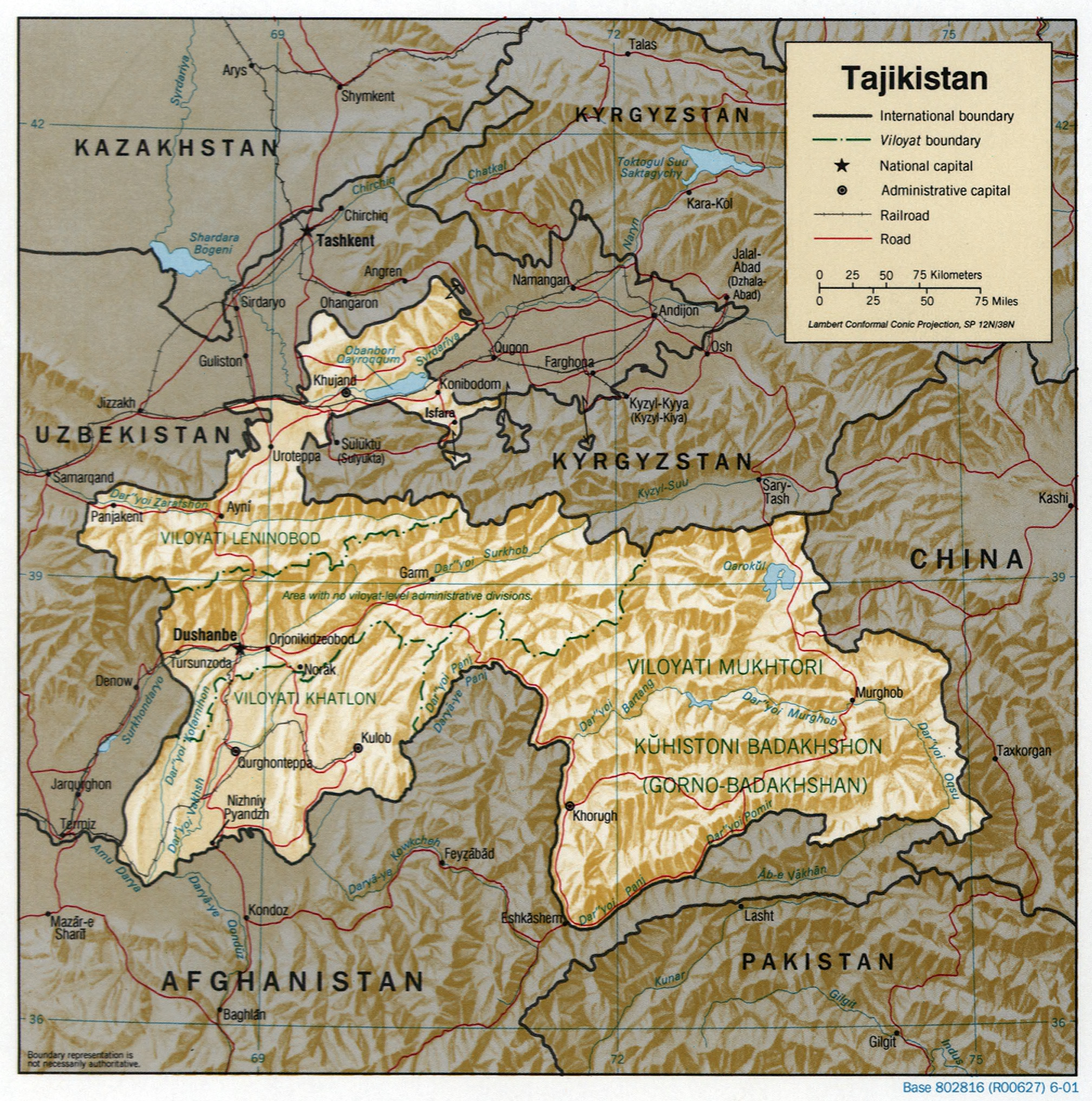
中塔边界，公路通过库利马口岸（中方为卡拉苏口岸）（2001）
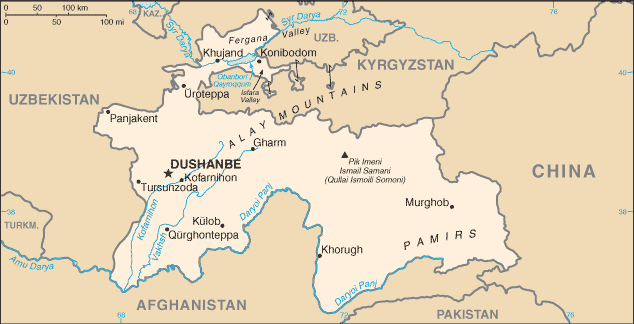
中塔边界